# Ruud de Wolff
Ruud de Wolff (Batavia, 12 mei 1941 – Driebergen, 18 december 2000) was een Nederlands-Indische gitarist, zanger en lid van de groep The Blue Diamonds.
Samen met zijn jongere broer Riem de Wolff won hij een Edison-award voor hun nummer Ramona.
- MusicBrainz: 56da392f-e18a-4b4a-8989-0e8dafbeb005
- Nederlandse Thesaurus van Auteursnamen: 085336319
- Virtual International Authority File: 280043938
- WorldCat: E39PBJdCkyBWmbMy4XtJQtkqwC